# Gle Tagok Besar
Gle Tagok Besar är ett berg i Indonesien.   Det ligger i provinsen Aceh, i den västra delen av landet, 1 800 km nordväst om huvudstaden Jakarta. Toppen på Gle Tagok Besar är 422 meter över havet, eller 156 meter över den omgivande terrängen. Bredden vid basen är 1,3 km.
Terrängen runt Gle Tagok Besar är varierad.Runt Gle Tagok Besar är det mycket glesbefolkat, med 7 invånare per kvadratkilometer. I omgivningarna runt Gle Tagok Besar växer i huvudsak städsegrön lövskog.